# Oceans of Fun
Oceans of Fun est un parc aquatique situé à Kansas City, dans le Missouri et est rattaché au parc d'attractions Worlds of Fun. Ouvert depuis le 31 mai 1982, il a été inauguré pour les 10 ans du parc d'attractions. Il est géré par Cedar Fair Entertainment.

## Le parc
Oceans of Fun est équipé de plusieurs restaurants à travers tout le parc. Une des piscine du parc possède même un bar. 

## Attractions
- Aruba Tuba - toboggan aquatique
- Buccaneer Bay - Canoës et pédalos (1985)
- Captain Kidd's - Aire de jeux aquatique pour enfants (1995)
- Caribbean Cooler - Courant artificiel (1987)
- Castaway Cove - Piscine pour adultes (1982)
- Coconut Cove (1992)
- Constrictor - toboggan aquatique (2013)
- Crocodile Isle - Zone pour enfants (1989)
- Diamond Head - toboggan aquatique (1982)
- Hurricane Falls - toboggan aquatique (1999)
- Monsoon - Bûches (1992)
- Paradise Falls - Palais du rire aquatique (2003)
- Predator's Plunge - toboggan aquatique (2013)
- Shark's Revenge - toboggan aquatique (2013)
- Splash Island - Aire de jeux aquatique (2015)
- Surf City Wave Pool - Piscine à vagues (1982)
- Typhooon - toboggan aquatique (1983)